# ويليام مور مككولوك
ويليام مور مككولوك (بالإنجليزية: William Moore McCulloch)‏ هو محامي وسياسي أمريكي، ولد في 24 نوفمبر 1901 بهولميسفيل في الولايات المتحدة، وتوفي في 22 فبراير 1980 بواشنطن العاصمة في الولايات المتحدة. حزبياً، نشط في الحزب الجمهوري. وقد انتخب عضو مجلس نواب أوهايو (1933 – 1944) وانتخب عضو مجلس النواب الأمريكي.